# Grímsey
Grímsey egy kis sziget 40 km-re északra Izland főszigetétől. Közigazgatásilag Izland része.

## Földrajz
Területe 5,3 km², legmagasabb pontja 105 méterrel emelkedik a tenger szintje fölé. 
A szigeten áthalad az északi sarkkör. 

## Közigazgatás
A sziget külön önkormányzattal (hreppur) rendelkezik, melynek neve Grímseyjarhreppur. Az önkormányzat Eyjafjarðarsýsla megye része.

## Lakosság
2005-ben 102 lakosa volt. Az itt lakók halászatból élnek. 

## Közlekedés
A szigetnek repülőtere van (IATA-kód: GRY) 1000 méteres kifutóval, és rendszeres járat közlekedik Grímsey és Akureyri között (Norlandair repülőtársaság). 
A főszigettel egy kompjárat is összeköttetést teremt, ami a sziget és Dalvík között jár.

## Érdekesség
A legenda szerint Grímsey papjának ágyán halad át az északi sarkkör.